# Слива міра
Слива міра, бросквина міра, мигдаль міра (Prunus mira) — вид квіткових рослин із підродини мигдалевих (Amygdaloideae).

## Біоморфологічна характеристика
Це листопадне дерево з розлогими гілками; може вирости до 10 метрів у висоту. Листки ланцетні, 5–10 см завдовжки і 1.2–4 см завширшки. Квітки рожево-білі. Яйцеподібний плід розміром 2 на 3 см має білу м'якуш. Як випливає з загальної назви, камінь гладкий.

## Поширення, екологія
Ареал: Китай (Сичуань, Юньнань, Тибет). Населяє відкриті схили; на висоті до 4000 метрів у Гімалаях.

## Використання
Рослина культивується в Китаї, а також збирається в дикій природі заради їстівних плодів і насіння. Плоди вживають сирими чи приготовленими; мають гіркий смак. З листя можна отримати зелений барвник. З плодів можна отримати барвник від темно-сірого до зеленого. Prunus mira є первинним генетичним родичем персика (Prunus persica) і вторинним генетичним родичем мигдалю (Prunus dulcis), тому його можна використовувати як донора генів для покращення врожаю. Як підщепа для культурного персика може викликати карликовий ріст.